# آنانیا پاندی
آنانیا پاندی (به انگلیسی: Ananya Panday) (زاده ۳۰ اکتبر ۱۹۹۸) بازیگر هندی است.
از کارهای معروف او می‌توان به بازی در فیلم دانش‌آموز سال ۲ اشاره کرد که آنانیا پاندی برای بازی در این فیلم برنده جایزه فیلم فیر (بهترین بازیگر زن تازه‌وارد) شد.
او در فیلم شوهر، همسر و اون بازی کرده‌است.

## فیلم‌شناسی
|   | سال  | عنوان                  | نقش          |                   |
| - | ---- | ---------------------- | ------------ | ----------------- |
| ۱ | ۲۰۱۹ | دانش‌آموز سال ۲         | شریا رانداوا |                   |
| ۲ | ۲۰۱۹ | شوهر، همسر و اون       | تاپاسیا سینگ |                   |
| ۳ | ۲۰۲۰ | زرد خالی               | پوجا گوجار   |                   |
| ۴ | ۲۰۲۲ | اعماق                  |              |                   |
| ۵ | ۲۰۲۲ | لایگر                  | دیکشا کامت   |                   |
| ۶ | ۲۰۲۳ | داستان عشق راکی و رانی | بدون نام     | حضور ویژه در آواز |
| ۷ | ۲۰۲۳ | دختر رؤیایی ۲          | پری          |                   |
| ۸ | ۲۰۲۳ | کجا خودمان را گم کردیم | آهانا سینگ   |                   |
| ۹ | ۲۰۲۴ | سی‌تی‌آرال               | نالینی       |                   |